# Loris Baz
Loris Baz (* 1. Februar 1993 in Sallanches) ist ein französischer Motorradrennfahrer.

## Karriere
Baz begann 2003 mit dem wettbewerbsmäßigen Motorradrennen in der katalanischen Meisterschaft. Innerhalb dieser Meisterschaft stieg er zwei Jahre später in die 125-cm³-Klasse auf. 2007 folgte der Wechsel in die Motorrad-Europameisterschaft. Zunächst fungierte er dort als Testfahrer auf einer Yamaha YZF-R6. 2008 wurde er Einsatzfahrer für das YZF Yamaha Junior Team und konnte als jüngster Fahrer in der Geschichte die Meisterschaft gewinnen. In zehn Rennen gelangen ihm drei Siege und zwei Pole-Positions. Nach diesem Erfolg stieg er im Folgejahr in den FIM Superstock 1000 Cup auf. Sowohl 2009 als auch 2010 beendete er auf dem achten Gesamtrang. Zudem hatte Baz 2010 drei Wildcard-Einsätze in der britischen Superbike-Meisterschaft. 2011 trat er im Superstock-1000-Junior-Cup an und wurde am Ende der Saison Europameister. Außerdem trat er in diesem Jahr auch in der BSB bei den ersten sieben Veranstaltungen an.

### Superbike-Weltmeisterschaft
Seinen ersten Einsatz in der Superbike-Weltmeisterschaft hatte Loris Baz 2012 als Ersatzfahrer für den verletzten Spanier Joan Lascorz. Er startete im Kawasaki Racing Team auf einer Kawasaki ZX-10R an der Seite des Briten Tom Sykes. Am Ende der Saison belegte er mit 122 Punkten den 13. Gesamtrang. Dabei gelang ihm auch ein Sieg und eine schnellste Rennrunde, womit der 19-jährige Franzose zum jüngsten Superbike-Fahrer der Geschichte wurde, der bei einem Rennen die schnellste Runde fuhr. 2013 blieb er dem Team treu. Mit einem weiteren Sieg, 180 Punkten und Gesamtrang acht konnte Baz sein Ergebnis aus dem Vorjahr noch verbessern. Allerdings konnte er an den letzten fünf Veranstaltungen nicht teilnehmen,d a er im Aufwärmtraining zum Lauf in Deutschland auf dem Nürburgring stürzte, und sich am Rücken verletzte. Auch die Saison 2014 bestritt Loris Baz bei Kawasaki. Er konnte sich, obwohl er in diesem Jahr zum ersten Mal sieglos blieb, erneut steigern, und beendete die Saison mit 311 Punkten auf dem fünften Gesamtrang.
2018 kehrte Baz nach dreijähriger Pause in die Superbike-WM zurück und startete diesmal für Althea-BMW.

### AMA Superbike Championship
2021 ging Baz in der AMA Superbike Championship auf Ducati an den Start. Er wurde Gesamtvierter.

### Motorrad-Weltmeisterschaft

#### MotoGP-Klasse
Für die Saison 2015 war Loris Baz auf der Suche nach einem Platz in der MotoGP-Klasse der Motorrad-Weltmeisterschaft. Er wurde sich zunächst mit dem spanischen, vierfachen Weltmeister Jorge Martínez einig und unterschrieb einen Vorvertrag. Doch als Martínez erfuhr, dass Loris Baz 192 cm groß ist, erklärte er diesen Vertrag für ungültig. Baz unterschrieb schließlich einen Vertrag im Forward-Racing-Team von Giovanni Cuzari. Dort fuhr er zu Beginn der Saison an der Seite von Stefan Bradl auf einer Yamaha YZR-M1 in der Open-Kategorie. Da Cuzari zur Mitte der Saison, nach dem Großen Preis von Deutschland auf dem Sachsenring, wegen Steuerhinterziehung festgenommen wurde, trat das Team nicht beim Großen Preis von Indianapolis an. Zudem kündigte sein Teamkollege Bradl seinen Vertrag. Ab dem Großen Preis von Tschechien trat das Team wieder an. Von diesem Rennen bis einschließlich San Marino war der Italiener Claudio Corti sein Teamkollege. Für die letzten fünf Saisonrennen war es dann der Spanier Toni Elías. Am Ende der Saison belegte Loris Baz mit 28 Punkten den 17. Gesamtrang. Sein bestes Ergebnis war ein vierter Platz in San Marino.

## Statistik

### Erfolge
- 2008 – Superstock-600-Europameister auf Yamaha
- 2011 – Superstock 1000 Junior-Europameister auf Yamaha

### In der Superbike-Weltmeisterschaft
(Stand: Saisonende 2023)
| Saison | Team                        | Motorrad             | Rennen | Siege | Podien | Poles | Schn. Rennrunden | Punkte | Ergebnis |
| ------ | --------------------------- | -------------------- | ------ | ----- | ------ | ----- | ---------------- | ------ | -------- |
| 2012   | Kawasaki Racing Team        | Kawasaki ZX-10R      | 20     | 1     | 3      | —     | 1                | 122    | 13.      |
| 2013   | Kawasaki Racing Team        | Kawasaki ZX-10R      | 17     | 1     | 2      | —     | —                | 180    | 8.       |
| 2014   | Kawasaki Racing Team        | Kawasaki ZX-10R      | 24     | —     | 9      | 2     | 1                | 311    | 5.       |
| 2018   | Gulf Althea BMW Racing Team | BMW S1000RR          | 25     | —     | —      | —     | —                | 137    | 11.      |
| 2019   | Ten Kate Racing             | Yamaha YZF-R1        | 23     | —     | —      | —     | —                | 138    | 10.      |
| 2020   | Ten Kate Racing             | Yamaha YZF-R1        | 24     | —     | 4      | —     | 1                | 142    | 8.       |
| 2021   | Team GoEleven               | Ducati Panigale V4 R | 5      | —     | 2      | —     | —                | 53     | 15.      |
| 2022   | Bonovo Action BMW           | BMW M 1000 RR        | 36     | —     | —      | —     | —                | 125    | 12.      |
| 2023   | Bonovo Action BMW           | BMW M 1000 RR        | 35     | —     | —      | —     | —                | 60     | 16.      |
| Gesamt | Gesamt                      | Gesamt               | 209    | 2     | 20     | 2     | 3                | 1268   |          |

### In der Motorrad-Weltmeisterschaft
| Saison | Klasse | Team                  | Motorrad       | Rennen | Siege | Podien | Poles | Schn. Rennrunden | Punkte | Ergebnis |
| ------ | ------ | --------------------- | -------------- | ------ | ----- | ------ | ----- | ---------------- | ------ | -------- |
| 2015   | MotoGP | Athinà Forward Racing | Yamaha Forward | 17     | —     | —      | —     | —                | 28     | 17.      |
| 2016   | MotoGP | Avintia Racing        | Ducati         | 14     | —     | —      | —     | —                | 35     | 20.      |
| 2017   | MotoGP | Avintia Racing        | Ducati         | 18     | —     | —      | —     | —                | 45     | 18.      |
| Gesamt | Gesamt | Gesamt                | Gesamt         | 49     | 0     | 0      | 0     | 0                | 108    |          |

### In der MotoAmerica-Superbike-Meisterschaft
| Saison | Team                                 | Motorrad             | Rennen | Siege | Zweiter | Dritter | Punkte | Ergebnis |
| ------ | ------------------------------------ | -------------------- | ------ | ----- | ------- | ------- | ------ | -------- |
| 2021   | Warhorse HSBK Racing Ducati New York | Ducati Panigale V4 R | 20     | —     | 5       | 3       | 238    | 4.       |
| 2021   | Warhorse HSBK Racing Ducati New York | Ducati Panigale V4 R | 9      | —     | —       | 2       | 101    | 5.       |
| Gesamt | Gesamt                               | Gesamt               | 29     | 0     | 5       | 5       | 339    |          |